# ネヴァー・ビーン・ベター
『ネヴァー・ビーン・ベター』（Never Been Better）は、2014年にリリースされたオリー・マーズの4枚目のスタジオ・アルバムである。

## 収録曲
1. ディド・ユー・ミス・ミー? - Did You Miss Me?
2. ラップド・アップ feat. トラヴィー・マッコイ - Wrapped Up (featuring Travie McCoy)
3. ビューティフル・トゥ・ミー - Beautiful to Me
4. アップ feat. デミ・ロヴァート - Up (featuring Demi Lovato)
5. シーズンズ - Seasons
6. ナッシング・ウィザウト・ユー - Nothing Without You
7. ネヴァー・ビーン・ベター - Never Been Better
8. ホープ・ユー・ゴット・ホワット・ユー・ケイム・フォー - Hope You Got What You Came For
9. ホワット・ドゥ・アイ・ラヴ・ユー - What Do I Love You
10. スティック・ウィズ・ミー - Stick with Me
11. キャント・セイ・ノー - Can't Say No
12. トゥモロー - Tomorrow
13. レット・ミー・イン - Let Me In
14. ウィー・スティル・ラヴ - We Still Love
15. アス・アゲインスト・ザ・ワールド - Us Against the World
16. レディー・フォー・ラヴ - Ready for Love
17. ヒストリー - History

日本盤ボーナストラック
1. アローン・トゥナイト - Alone Tonight
2. ラップド・アップ feat. トラヴィー・マッコイ (ケーヒル・ラジオ・ミックス) -Wrapped Up (Cahill Radio Mix)
3. ラップド・アップ feat. トラヴィー・マッコイ (ウェストファンク・ラジオ・ミックス) - Wrapped Up (Westfunk Radio Mix)
4. ルック・アット・ザ・スカイ - Look at the Sky
  - 「上を向いて歩こう」にオノ・ヨーコが新たな英語詞を付けている。